# Stenia bruguieralis
Stenia bruguieralis là một loài bướm đêm trong họ Crambidae.